# Nowy Świat-Uniwersytet (stanice metra ve Varšavě)
Nowy Świat-Uniwersytet je stanice varšavského metra na lince M2. Kód stanice je C-12. Otevřena byla 7. března 2015. Ze stanice je možnost přestupu na autobus. Leží v městské části Śródmieście u Varšavské univerzity.